# Pro Jeffreys Bay
Il Pro Jeffreys Bay è una competizione di surf indetta dalla World Surf League (WSL) e facente parte del WSL Championship Tour, sia maschile che femminile. La gara si svolge annualmente, solitamente per una settimana tra la fine di maggio e la fine di luglio, presso Jeffreys Bay, in Sudafrica.

## Storia

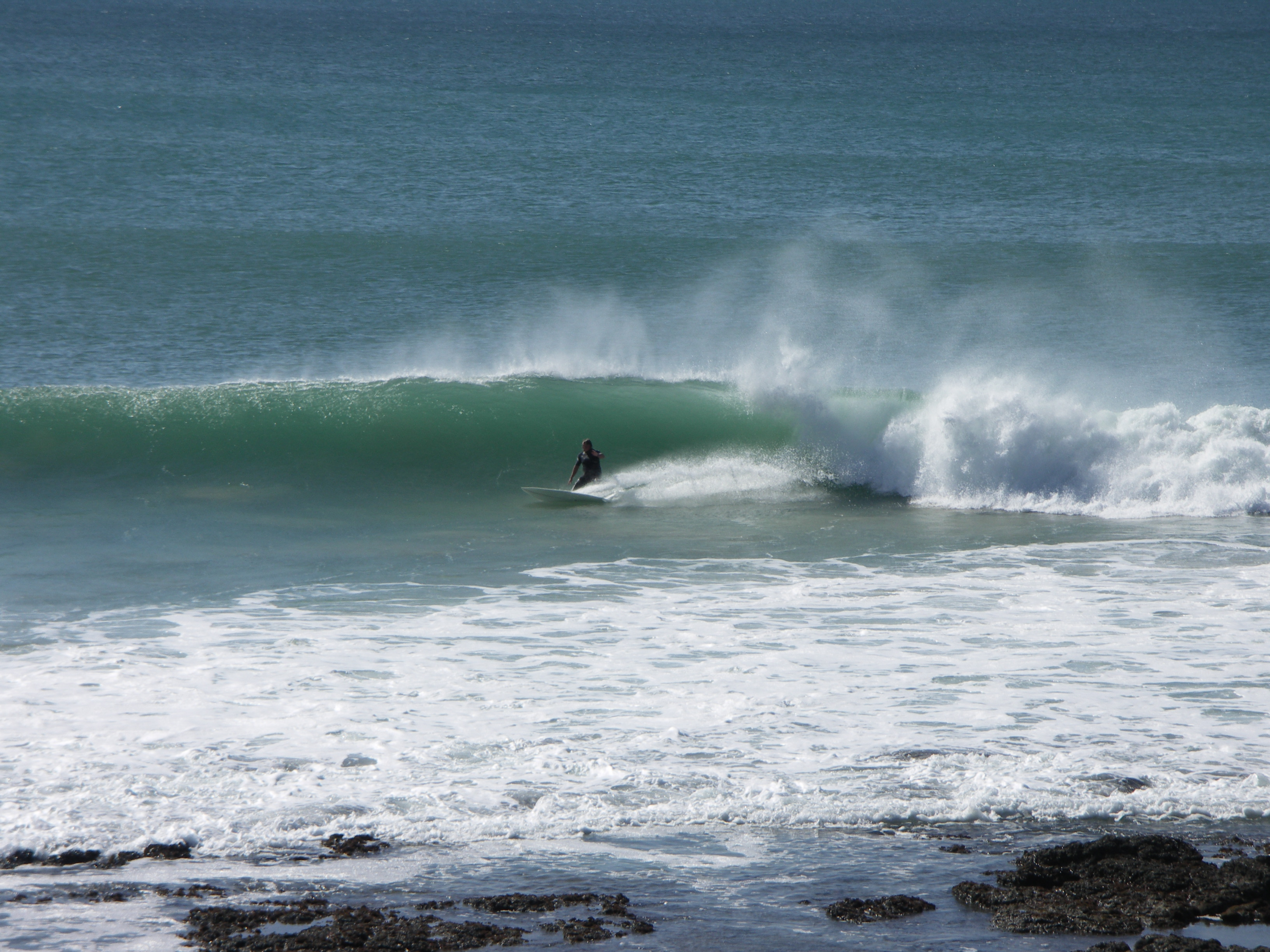
Un surfista esegue un "tube" nel tratto chiamato "Supertubes".

L'inclusione di una gara a Jeffreys Bay che fosse valevole per l'ASP World Tour, ossia per quello che è il più importante campionato mondiale di surf professionistico, risale al 1984. Dopo un'interruzione di più di un decennio, la gara fu nuovamente inclusa tra le competizioni del tour nel 1996 e poi dal 1998 al 2011, quando, con il venir meno di uno sponsor importante, ne fu nuovamente esclusa. Dopo lo svolgimento delle edizioni del 2014 e del 2015 senza uno sponsor di riferimento, a partire dal 2016 la gara è stata costantemente in elenco grazie alla nuova sponsorizzazione della birra Corona. Inizialmente riservata ai maschi, la competizione è stata poi svolta anche per il campionato femminile nel 1996, dal 1998 al 2000 e poi continuativamente a partire dal 2018.
La gara si svolge in particolare nel tratto di frangente chiamato "Supertubes", caratterizzato dalla formazione di lunghe onde destre alte fino a 3 metri, adatte per la manovra di "tube", che consiste nel surfare dentro il tunnel formato dall'onda che chiude.
Tra gli eventi da segnalare riguardo a questa competizione c'è l'attacco da parte di uno squalo bianco ai danni di Mick Fanning durante la finale dell'edizione del 2015. Il surfista riuscì a uscire illeso dall'attacco dopo aver colpito lo squalo e la finale fu annullata, con il premio assegnato a entrambi i finalisti.

## Sponsorizzazioni
Negli anni la gara, nata come Jeffreys Bay Coutry Feeling Surf Classic, ha avuto diverse sponsorizzazioni cambiando, di conseguenza, diversi nomi. Così, ad esempio, nel 1996 la gara, il cui principale sponsor era diventato nel frattempo l'azienda di abbigliamento Billabong, si chiamava Billabong Pro Jeffreys Bay, nome che ha mantenuto fino al 2011. Dopo una fase di transizione durata alcuni anni, nel 2016 la sponsorizzazione è stata in presa carico dal marchio di birra Corona e l'evento è stato ribattezzato Corona Open J-Bay .

## Albo dei vincitori della gara maschile
Di seguito viene riportato l'albo relativo alla gara valida per il campionato del mondo WSL (precedentemente conosciuta come ASP).
| Anno | Vincitore      | Nazione     | Punteggio | Secondo classificato         | Nazione     | Punteggio | Montepremi |
| ---- | -------------- | ----------- | --------- | ---------------------------- | ----------- | --------- | ---------- |
| 2019 | Gabriel Medina | Brasile     | 19,50     | Italo Ferreira               | Brasile     | 16,77     |            |
| 2018 | Filipe Toledo  | Brasile     | 16,80     | Wade Carmichael              | Australia   | 15,33     |            |
| 2017 | Filipe Toledo  | Brasile     | 18,00     | Frederico Morais             | Portogallo  | 17,73     |            |
| 2016 | Mick Fanning   | Australia   | 17,70     | John John Florence           | Hawaii      | 17,13     |            |
| 2015 | Annullata      |             |           | Mick Fanning & Julian Wilson | Australia   | 0,00      |            |
| 2014 | Mick Fanning   | Australia   | 17,00     | Joel Parkinson               | Australia   | 13,60     |            |
| 2011 | Jordy Smith    | Sudafrica   | 15,60     | Mick Fanning                 | Australia   | 14,83     | 425000 $   |
| 2010 | Jordy Smith    | Sudafrica   | 15,60     | Adam Melling                 | Australia   | 10,00     | 400000 $   |
| 2009 | Joel Parkinson | Australia   | 15,97     | Damien Hobgood               | Stati Uniti | 11,94     | 340000 $   |
| 2008 | Kelly Slater   | Stati Uniti | 16,73     | Mick Fanning                 | Australia   | 9,40      | 320000 $   |
| 2007 | Taj Burrow     | Australia   | 16,50     | Kelly Slater                 | Stati Uniti | 6,17      | 300000 $   |
| 2006 | Mick Fanning   | Australia   | 16,90     | Taj Burrow                   | Australia   | 16,00     | 280000 $   |
| 2005 | Kelly Slater   | Stati Uniti | 16,83     | Andy Irons                   | Hawaii      | 16,56     | 270000 $   |
| 2004 | Andy Irons     | Hawaii      | 16,83     | Nathan Hedge                 | Australia   | 8,00      | 260000 $   |
| 2003 | Kelly Slater   | Stati Uniti | 18,36     | Damien Hobgood               | Stati Uniti | 15,83     | 250000 $   |
| 2002 | Mick Fanning   | Australia   | 27,70     | Michael Lowe                 | Australia   | 21,60     | 250000 $   |
| 2001 | Jake Paterson  | Australia   | 21,30     | Taylor Knox                  | Stati Uniti | 20,50     | 200000 $   |
| 2000 | Jake Paterson  | Australia   | 23,50     | Peterson Rosa                | Brasile     | 15,50     | 135600 $   |
| 1999 | Joel Parkinson | Australia   | 21,50     | Ross Williams                | Hawaii      | 17,45     | 120600 $   |
| 1998 | Michael Barry  | Australia   | 25,30     | Sunny Garcia                 | Hawaii      | 19,75     | 120600 $   |
| 1996 | Kelly Slater   | Stati Uniti | 24,75     | Taylor Knox                  | Stati Uniti | 22,25     | 105000 $   |
| 1984 | Mark Occhilupo | Australia   | 5,00      | Hans Hedemann                | Hawaii      |           |            |

## Albo delle vincitrici della gara femminile
Di seguito viene riportato l'albo relativo alla gara valida per il campionato del mondo WSL (precedentemente conosciuta come ASP).
| Anno | Vincitrice          | Nazione     | Punteggio | Secondo classificato | Nazione     | Punteggio | Montepremi |
| ---- | ------------------- | ----------- | --------- | -------------------- | ----------- | --------- | ---------- |
| 2019 | Carissa Moore       | Hawaii      | 15,47     | Lakey Peterson       | Stati Uniti | 14,60     |            |
| 2018 | Stephanie Gilmore   | Australia   | 14,24     | Lakey Peterson       | Stati Uniti | 11,50     |            |
| 2000 | Megan Abubo         | Hawaii      | 15,15     | Trudy Todd           | Australia   | 10,75     |            |
| 1999 | Melanie Redman-Carr | Australia   | 16,00     | Lynette MacKenzie    | Australia   | 14,10     |            |
| 1998 | Trudy Todd          | Australia   | 28,00     | Lynette MacKenzie    | Australia   | 17,25     |            |
| 1996 | Lisa Andersen       | Stati Uniti | 28,25     | Rochelle Ballard     | Hawaii      | 20,25     |            |